# Archepandemis
Archepandemis is een geslacht van vlinders van de familie bladrollers (Tortricidae), uit de onderfamilie Tortricinae.

## Soorten
- A. borealis (Freeman, 1965)
- A. coniferana Mutuura, 1978
- A. morrisana Mutuura, 1978